# Alofi (isola)
Alofi è un'isola dell'Oceano Pacifico, parte della collettività d'oltremare francese (collectivité d'outre-mer, o COM) di Wallis e Futuna. È praticamente disabitata: secondo il censimento del 2018 la popolazione è di un solo abitante, nel villaggio di Alofitai, nella parte occidentale dell'isola, e parte del regno di Alo che comprende anche parte dell'isola di Futuna.

## Storia
Prima dell'arrivo degli europei l'isola era densamente popolata (con una popolazione stimata di 1900 persone). Tra gli antichi villaggi, ora abbandonati, vi sono Sologa (nord), Sa'avaka (sud-est), Alofitai (ovest), e Mua (nord-ovest). Qualche mappa segnala anche il villaggio di Gaino, nel nord. Alofi si trova a soli due km a sud-est di Futuna.

## Geografia
L'isola di Alofi forma insieme a Futuna, le Isole Hoorn. Alofi si trova a soli due km a sud-est di Futuna. L'isola ha una superficie di 32 km² e il Monte Kolofau (anche chiamato Mont Bougainville) è il punto più elevato, con i suoi 410m.

## Economia
Attualmente molti futuniani vengono il sabato nell'isola per controllare i loro orti. Tra le principali culture vi è il tabacco.